# زبارة الخراشة (جازان)
قرية زبارة الخراشة، وهي إحدى قرى منطقة جازان وهي قرية سكنية تابعة لبلدية محافظة أبو عريش جنوب غرب المملكة العربية السعودية، تبعد 8 كم باتجاه الجنوب من مدينة أبو عريش.

## الموقع
تقع قرية زبارة الخراشة في منطقة زراعية وسط محافظة جازان، تبعد عن مدينة أبو عريش التابعة لها حوالي 8 كيلومتر، وتبعد حوالي 35 كيلومترا بالاتجاه الشرقي من مدينة جازان، عند خط طول 42 درجة وخط العرض 16 درجة.

## انظر ايضاً
- القويعية
- البهاكله
- المصايدة

## وصلات خارجية
- بيانات المجلس البلدي من الأمانة العامة لشؤون المجالس البلدية.
- حصر الخدمات بالمدن والقرى بمنطقة جازان. نسخة محفوظة 25 يناير 2020 على موقع واي باك مشين.
- دليل الخدمات بمنطقة جازان.
- مصلحة الإحصاءات العامة والمعلومات.